# Jan Van De Wiele
Jan Van De Wiele (* 3. November 1948 in Scheldewindeke, Flandern) ist ein ehemaliger belgischer Radrennfahrer. Er war von 1971 bis 1974 Profi.

## Karriere
Van De Wiele konnte in den Jahren 1969 und 1970 drei Rennen gewinnen und belegte 1969 den zweiten Platz bei der Belgien-Rundfahrt für Amateure. Er gewann im Juli 1971 Tour de Liège und wurde ab 10. August Profi beim Team Flandria-Mars.
Er startete insgesamt bei fünf Grand Tours, wobei das er das beste Ergebnis bei der Vuelta a España 1974 mit Platz 18 erreichte. Er beendete seine Karriere 1974.

## Grand-Tour-Platzierungen
| Grand Tour            | 1972 | 1973 | 1974 |
| --------------------- | ---- | ---- | ---- |
| Vuelta a EspañaVuelta | –    | 52   | 18   |
| Giro d’ItaliaGiro     | –    | 86   | –    |
| Tour de FranceTour    | DNF  |      | 53   |

## Monumente-des-Radsports-Platzierungen
| Monument                 | 1974 |
| ------------------------ | ---- |
| Mailand–Sanremo          | 26   |
| Flandern-Rundfahrt       | –    |
| Paris–Roubaix            | –    |
| Lüttich–Bastogne–Lüttich | 19   |
| Lombardei-Rundfahrt      | –    |